# Proxima
Proxima é um filme espanhol de ficção científica escrita e dirigida por Carlos Atanes, e produzida por Fortknox Audiovisual e Ciberpsique Audiovisual com a colaboração da Universidade de Huelva e a Associação de Antigos Alunos da Universidade de Huelva “3 de Marzo”.

## Sinopse
O protagonista de Proxima, Tony (Oriol Aubets), é o proprietário de um pequeno videoclube de ficção científica que está à beira da falência; sua relação com Natalia (Karen Owens) piora dia a dia como consequência da diferença de interesses existente entre eles. Em um dia, Tony vai a uma convenção de ficção científica em que um famoso escritor do género fala sobre seu último trabalho. No entanto, ao subir ao palco faz uma surpreendente declaração: já não faz sentido seguir escrevendo novelas de ficção científica porque tem descoberto uma maneira real e singela de viajar às estrelas, um novo portal. Escutem meu novo audiolivro e comprovem-no vocês mesmos, proclama. Esta afirmação causa alvoroço, estranheza e rejeição entre seus fãs; no entanto, Tony, sente curiosidade e compra o CD de Félix Cadecq (Manuel Solàs) para prová-lo.
A partir desse momento, a vida de Tony não será a mesma. Experimenta estranhas sensações; conhece a gente surpreendente que lhe assegura conhecer a maneira de escapar à frota dos extraterrestres que se dirige à Terra. Inicia, em definitiva, uma viagem para a estrela Próxima Centauri. Mas o que encontra ali não é exactamente o que esperava.

## Produção
Proxima é um filme produzido por FortKnox Audiovisual e Ciberpsique Audiovisual com a colaboração da Universidade de Huelva e da Associação de Antigos Alunos da Universidade de Huelva “3 de Marzo”. Trata-se do segundo largometraje do director independente Carlos Atanes, também autor do guião, que se inscreve, novamente, no género da ficção científica como dantes o fez sua opera prima FAQ: Frequently Asked Questions. O director insiste, uma vez mais, no género da ficção científica tão pouco usual na cinematografía espanhola.
O filme tem sido rodado em vídeo digital (HDV, cor, 116 min.), como já é habitual na filmografía deste director, e tem contado com a direcção de fotografia de Joan Babiloni (A.E.C.). Seu filmagem, de uma duração aproximada de dois meses, realizou-se a cavalo entre Catalunha e Andaluzia, concretamente nas províncias de Barcelona, Lérida e Huelva. Nas duas primeiras decorrem as cenas da vida real de Tony (Oriol Aubets) como, por exemplo, o fechamento de seu vídeo-clube ou o encontro do protagonista com O Mensageiro (o mentalista Anthony Blake no O Invernal (pequena ermita em Lérida). Na província de Huelva rodaram-se as sequências extraterrestres do filme. Assim, as cenas nas que se recreia o planeta que orbita a estrela Próxima se gravam na Curta Atalaya, uma cuenca mineira localizada em Riotinto, na sierra de Aracena. Trata-se de uma das minas mais antigas e grandes do mundo, cujo poço central, inundado em sua parte mais profunda por um lago ácido, mede mais de 1200 metros de diámetro, convertendo em uma localização singular e espectacular.

## Temas
Proxima é um filme de ficção científica cujo ponto de partida é, precisamente, a visão de um amante do género a partir da qual se nos apresentam temas clássicos da ficção científica: a possibilidade de romper a relação espaço-tempo, o contacto com uma civilização extraterrestre (e o impacto social que isto suporia), a presença de um futuro nada halagüeño do que se pode escapar, a viagem a um mundo desconhecido, a relação entre o onírico e o real, a lavagem de cérebro, etc. A isso se acrescenta uma nova perspectiva, a que tiñe de um realismo cru a experiência de Tony no satélite que orbita Próxima, tão próxima a um western como a uma viagem sideral.
O filme contém também diversos guiños dirigidos aos conhecedores do género. Assim um das principais personagens, Félix Cadecq, que inicia ao protagonista no caminho para conhecer a uma civilização mais avançada, é um trasunto de Philip K. Dick, famoso escritor de ficção científica, entre cujas obras se encontram, O Homem do Castelo Alto, Relatório Minoritário (Minority Report) ou Perigo Iminente (ponto de partida de Blade Runner). A sequência na que Félix Cadecq comunica sua decisão de abandonar a literatura e afirma ter descoberto um novo portal, recorda o episódio real sucedida a Philip K. Dick em um congresso de ciência-ficção em Metz (França) em 1977.
Mas também se encontram alusões a grandes directores do género como Georges Méliès ou Segundo de Chomón cujos filmes admira o protagonista especialmente. E não falta o guiño à polémica entre os amantes de Star Wars e Star Trek, com personagens que discutem a respeito do que realmente é ficção científica ou não o é.
Em agosto de 2016, a revista Nature relatou a descoberta de Proxima Centauri b, um planeta em órbita em torno da estrela Proxima Centauri com características muito semelhantes ao do filme.

## Música
O compositor barcelonés Xavier Tort e o grupo turinés de rock lírico-industrial Thee Maldoror Kollective têm sido os encarregados da criação e interpretação da música de Proxima. A eles se acrescenta Manolo Tena, que tem cedido sua canção O único habitante da Lua para os créditos finais do filme.
Em verdadeiro modo, desde uma perspectiva estética e sensorial, pode considerar-se que a música (quanto a sua densidade e seu tratamento instrumental) discurre de forma paralela às sequências do filme. Assim, na primeira parte de Proxima prima a sonoridad (o timbre) dos instrumentos de percussão metálica —como vibráfono ou barras de ferro— ainda que também diversos de parche (no meio de orquestaciones para sensatas, bronzes, guitarras distorsionadas, sintetizadores, etc…) dando assim uma sensação de terra. À medida que decorre o filme e a personagem principal vai-se implicando em um mundo sideral, a música volta-se mais ingrávida utilizando sensatas e vozes líricas, principalmente de mezzosoprano e soprano para pequeno formato.
Em meados de 2007 o selo discográfico Foreshadow Productions publicou o CD Themes from Proxima, no que se reúnem as seis peças (em sua versão ampliada) que Thee Maldoror Kollective compôs e interpretou para o filme.

## Recepção
Como já ocorresse com FAQ: Frequently Asked Questions e, em general, com toda a filmografía anterior de seu director, a recepção de Proxima tanto por parte de festivais como da crítica também tem sido bem mais entusiasta no estrangeiro que em Espanha. PROXIMA estreou-se fora de concurso no Festival Internacional de Cinema Fantástico de Porto (Fantasporto 2007) em um dia dantes do passe especial da Casa Colón de Huelva. Com posterioridad tem sido seleccionada em diversos festivais de cinema de ciência ficção internaciones, como por exemplo:
- Sci-Fi London, Reino Unido
- Festival de Cinema Fantástico Buenos Aires Vermelho Sangue, Argentina
- Festival de Cinema Fantástico ICON de Tel-Aviv, Israel (filme nominada ao prêmio ICON de cinema fantástico)
- Montevideo Fantástico (Uruguai)
- HispaCon (Congresso espanhol de ciência-ficção, Sevilla, Espanha) (nominación ao Prêmio Ignotus à melhor produção audiovisual de 2008)
- Eurocon (Congresso Europeu de ciência-ficção, Copenhague, Dinamarca)
- Planet Ant Filme & Video Festival, "Detroit's Independent Filme Festival" (Estados Unidos)
- Desde o 30 de junho de 2008 o DVD do filme (subtitulado ao inglês) está disponível através de sua página site oficial.

O documental Made in Proxima (um filmagem de ficção científica) recolhe a modo de making of as experiências do rodaje independente do filme bem como os comentários e opiniões de alguns de seus participantes, entre eles o próprio director Carlos Atanes, os produtores, o músico Xavier Tort e alguns dos actores como Oriol Aubets, Karen Owens, Manuel Solàs, Joan Frank Charansonnet, Manuel Masera e Arantxa Peña. Também rodado em video digital, tem uma duração de 52 minutos e se pode visionar gratuitamente na página site do filme.